# آموزش نظامی

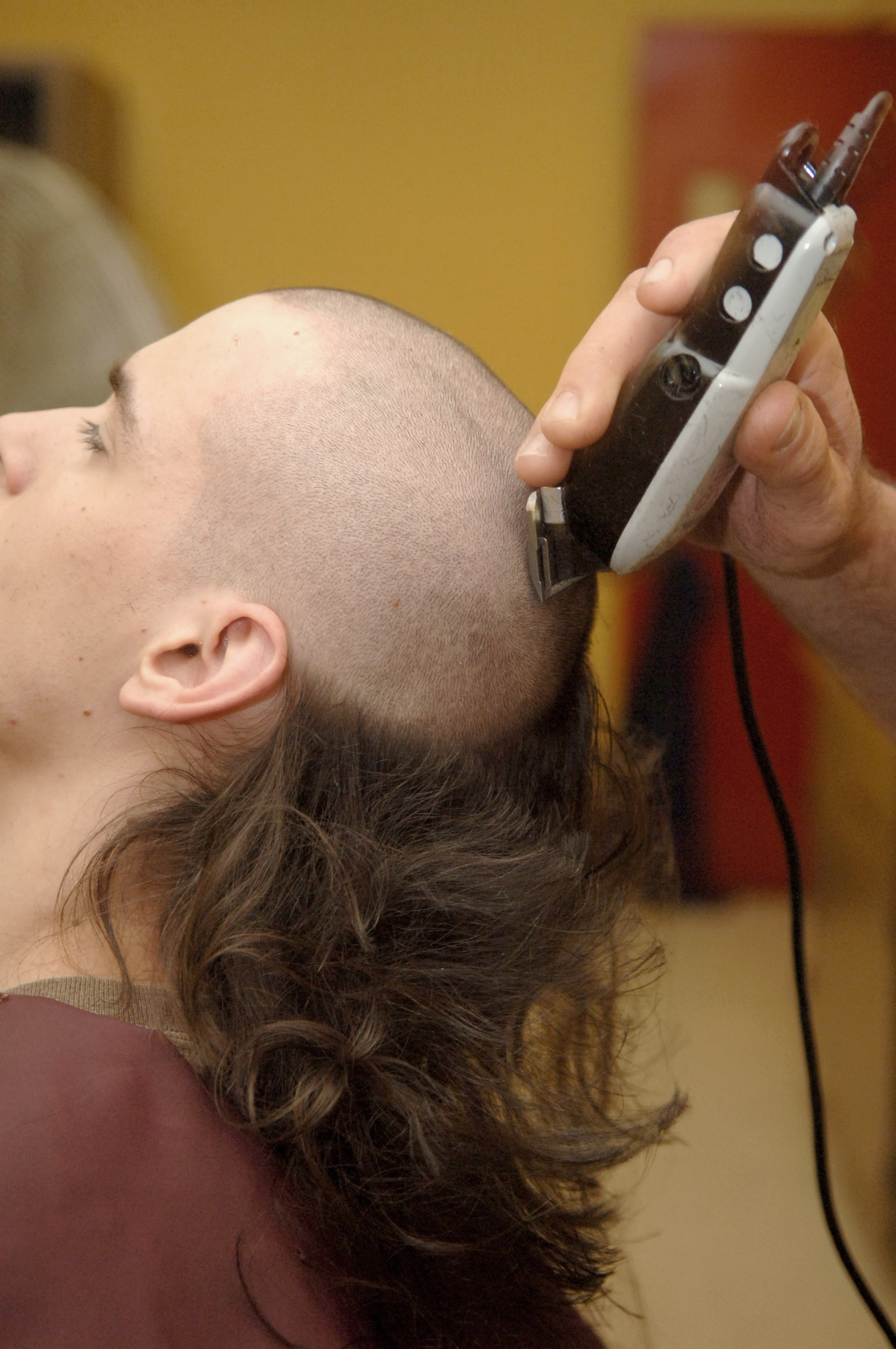
یک سرباز تازه استخدام شده در سپاه تفنگداران دریایی ایالات متحده قبل از شروع دوره آموزشی، در حال تراشیدن موهای خود است.

آموزش نظامی (انگلیسی: Military recruit training) یا دوره آموزشی که اغلب به‌عنوان آموزش پایه یا اردوی آموزشی نیز شناخته می‌شود، به آموزش اولیه پرسنل نظامی جدید اشاره دارد. این یک فرایند فشرده جسمی و روانی است که افراد را برای نیازهای منحصر به فرد اشتغال نظامی، آماده می‌کند.
آموزش اولیه نظامی یک برنامه اقامتی فشرده است که معمولاً چندین هفته یا ماه طول می‌کشد و هدف آن آشنا کردن پرسنل نظامی تازه استخدام شده با هنجارهای اجتماعی و وظایف اساسی نیروهای مسلح است. ویژگی‌های مشترک شامل تمرین پا، بازرسی‌ها، آموزش بدنی، آموزش سلاح و رژه فارغ‌التحصیلی است.
فرایند آموزش، نیروهای استخدام شده را با نیازهای زندگی نظامی سازگار می‌کند. از تکنیک‌های شرطی‌سازی روانی برای شکل‌دادن به نگرش‌ها و رفتارها استفاده می‌شود، به طوری که نیروهای استخدام شده از همه دستورات اطاعت می‌کنند، با خطر مرگ روبرو می‌شوند و مخالفان خود را در نبرد می‌کشند. به گفته دیو گروسمن، متخصص روش‌های آموزش نظامی ایالات متحده، آموزش نیروهای استخدام شده به‌طور گسترده از چهار نوع تکنیک شرطی‌سازی استفاده می‌کند: الگوسازی نقش، شرطی‌سازی کلاسیک، شرطی‌شدن عامل و وحشی‌سازی.
مشمولان موظفند به خاطر واحد نظامی خود، تا حدی فردیت خود را پنهان کنند، که این امر اطاعت از دستورات برای انجام اقداماتی را که معمولاً در زندگی غیرنظامی وجود ندارد، از جمله کشتن و قرار گرفتن طولانی مدت در معرض خطر، افزایش می‌دهد.